# Воццек
«Воццек» (нім. Wozzeck) — опера на 3 дії 15 сцен австрійського композитора  Альбана Берга  за незавершеною драмою Георга Бюхнера, написана між 1914 та 1922 роками. Це перша опера композитора. Прем'єра опери відбулася у Берлінській опері 14 грудня 1925 року. Опера швидко завоювала популярність і була поставлена у багатьох театрах Європи, зокрема 13 червня 1927 року в Ленінградському театрі. Окрім Альбана Берга на цей сюжет писав оперу також німецький композитор Манфред Гурліт, однак його твір залишився маловідомим.

## Характеристика
«Воццек» вважається першою оперою авангардного напряму, а також — першою оперою, що широко використовує атональність. Слідуючи своєму вчителеві, Арнольду Шенберґу, Берг зумів у вільній атональній манері розкрити широкий спектр емоцій та характерів героїв. Композитор довів, що атональна музика здатна не тільки виражати божевілля й відчуженість, але й теми гуманності й любові. Автор майстерно розкриває тему боротьби звичайної людини, що стикається із брутальністю й жорстокістю, за власну гідність. З яскравою реалістичністю автор відтворює сцени побуту, такі як сцена в таверні та в казармі. У цих фрагментах він звертається до побутових жанрів, використовуючи їхні ритмічні й мелодичні структури в поєднанні з власною гармонічною основою та інтервалікою.
Хоча музика загалом уникає тональності в її класичному розумінні, Берг знаходить інші методи звуковисотної організації, що виконують і формотворчі функції. Наприклад, тритон сі —фа репрезентує Воццека і Марію, мала терція сі-бемоль —ре-бемоль — Марію з дитиною. Таким чином опера постійно повертається до певних звукових комплексів, що позначають ключові моменти в розгортанні структури.

## Лейтмотиви
Берг використовує різноманітні техніки, прагнучи єдності й зв'язності музичного матеріалу. Зокрема, в опері розвинута система лейтмотивів, які супроводжують того чи іншого героя. Такими є лейтмотиви Капітана, Доктора і Тамбурмажора. Воццек має два лейтмотиви, один із них супроводжує його стрімку появу на сцені чи вихід з неї, інший, повільніший, висловлює безпомічність і страждання від тиску, якого він зазнає. Марію супроводжують лейтмотиви, що виражають її чуттєвість. Зокрема, коли вона отримує сережки від Тамбурмажора (цей акт показує, що її покірність «ґвалтуванню» в кінці першої дії не була такою вже вимушеною). Мотивом, що не пов'язаний з дійовими особами, є група акордів, що звучать коливною вібрацією і розчиняються один в одному: цей лейтмотив закриває кожен із трьох актів.
Найзначніший лейтмотив вперше звучить у вокальній партії Воццека, у першій сцені з Капітаном, на словах «Wir arme Leut» («ми бідні люди»). Повторюваний упродовж усієї опери великий мінорний септакорд сприймається як вислів неспроможності героїв опери змінити ситуацію.
Окрім цього, Берг часто повертається до мотивів, що звучали в опері раніше, ніби проникаючи у думки героїв. Наприклад, поява військової маршової музики у кінці Першої дії інформує нас про те, що Марія розмірковує про фізичну близькість з Тамбурмажором.

## Музичні форми
Берг уникає таких класичних оперних форм, як арії чи ансамблі. Натомість кожна сцена розгортається за власною логікою, використовуючи різні форми, властиві інструментальній музиці. Наприклад, друга сцена Другої дії (Доктор і Капітан глузують з Воццека з приводу подружньої зради Марії), включає прелюдію та потрійну фугу. Четверта сцена Першої дії, що представляє Воццека і Доктора, являє собою пасакальні варіації. Багато сцен Третьої дії залучають подібні структури, а також використовують нові. Кожна зі сцен являє собою варіаційну форму, однак на відміну від класичного варіювання мелодії, Берг варіює різні структурні елементи. Наприклад, друга сцена є варіацією на ноту сі, що постійно з'являється впродовж сцени, на ній будується потужне оркестрове крещендо в кінці другої сцени другої дії; третя сцена є варіацією на ритмічну структуру, на якій будуються усі наступні теми; четверта сцена є варіацією на акорд, що використовується виключно для цієї сцени; оркестрова інтерлюдія являє собою вільно компонований пасаж, що будується навколо ре-мінору; фінальна сцена — безперервний рух, «варіації на єдиний ритм» (рух вісімками).

## Інструментування
В цій опері Берг використав великий симфонічний оркестр з четверним складом духових. Окрім того, композитор вводить два невеликі оркестри на сцені: духовий маршовий оркестр у 3-й сцені першої дії і танцювальний ансамбль (дві скрипки, кларнет, гітара, туба, акордеон) у 4-й сцені другої дії (у шинку). Також, у 3-й сцені третьої дії використовується сольне розстроєне піаніно.

## Сюжет
Дія перша
Солдат Воццек голить капітана. Офіцер суворо дорікає йому за аморальне поводження. Командир Воццека знає про його зв'язок з Марі й про їхню незаконну дитину.
Воццек разом з іншим солдатом рубає дерево в лісі. Раптово його охоплює марновірний страх: йому здається, що по лісовій галявині котяться людські голови. Хоча він швидко здогадується, що злякався їжаків, його занепокоєння не минає, і він поспішає додому, до Марі.
Марі кокетує з Тамбурмажором. Воццек від обурення втрачає дар мови. З його горла вириваються лише нерозбірні звуки, і він біжить до Доктора.
Доктор лікує хворого: годує його самими лише бобами і спостерігає за результатами. Воццека мучать галюцинації.
Залицяння Тамбурмажора увінчалися успіхом. Ми бачимо, як він входить до Марі й жагуче обіймає її.
Дія друга
Марі милується сережками, які їй подарував Тамбурмажор. У цю мить входить Воццек. Йому не потрібні пояснення. Він вибігає з будинку Марі й відразу стикається з капітаном, який знову читає йому мораль, додаючи до колишніх наставлянь і докір у тому, що Марі невірна йому, водить його за ніс і зраджує з першим-ліпшим.
Літній ресторан. Марі приходить із Тамбурмажором і весело танцює з ним.
Воццек зустрічається в казармі з Тамбурмажором. Той вихваляється своєю новою перемогою й запрошує Воццека випити разом з ним. Воццек відмовляється, за що Тамбурмажор дає йому ляпаса.
Дія третя
Марі молить у бога прощення за свої гріхи. Воццек веде її гуляти. Вони йдуть берегом озера, як раптом Воццек вихоплює ніж і вбиває свою кохану.
Воццек шукає втіхи, він іде танцювати з Маргаритою. Але та зауважує на його руці сліди крові. Воццек у жаху тікає й кидається до озера. Він хоче знайти ніж, аби приховати свій злочин. Шукаючи ножа, він заходить в озеро, дедалі глибше й глибше і, врешті-решт, тоне в ньому. Капітан, щоправда, чує заклики по допомогу, і, можливо, допоміг би, але Доктор радить йому не робити цього.
Майданчик для дитячих ігор. Діти оточують сина Марі й Воццека й розповідають йому, що його матір знайшли мертвою на березі озера. Хлопчик не розуміє цих слів: він не знає, що таке смерть, і він продовжує гратися, весело гарцюючи на паличці.